# Koikküla
Koikküla este o arie protejată (arie specială de conservare — SAC, sit de importanță comunitară — SCI) din Estonia întinsă pe o suprafață de 3,5 ha, integral pe uscat.

## Localizare
Centrul sitului Koikküla este situat la coordonatele 57°41′20″N 26°15′43″E / 57.6888°N 26.262°E.

## Înființare
Situl Koikküla a fost declarat sit de importanță comunitară în aprilie 2004 pentru a proteja 2 specii de animale. Situl a fost protejat și ca arie specială de conservare în mai 2005.

## Biodiversitate
Situată în ecoregiunea boreală, aria protejată nu include niciun habitat protejat.
La baza desemnării sitului se află mai multe specii protejate de  nevertebrate (2): Boros schneideri, Osmoderma eremita.